# Ampelopsis acutidentata
Ampelopsis acutidentata là một loài thực vật hai lá mầm trong họ Nho. Loài này được W.T.Wang miêu tả khoa học đầu tiên năm 1979.